# Изгубљени (3. сезона)
Трећа сезона телевизијске серије Изгубљени почела је са емитовањем 4. октобра 2006. у САД и Канади, приказивала се до 23. маја 2007. године и састојала се од 23 епизоде. Трећа сезона наставља да прати групу од преко четрдесет људи који су се нашли на пустом острву у јужном Пацифику, након што се њихов авион срушио 68 дана пре почетка сезоне. У универзуму серије Изгубљени, радња ове сезоне одвија се од 28. новембра до 21. децембра 2004. године. Продуценти су изјавили да је прва сезона била посвећена представљању преживелих, друга сезона истраживању „Отвора”, док је трећа сезона посвећена „Другима”, групи мистериозних житеља острва.

## Екипа
Ова сезона серије била је у продукцији студија Touchstone Television, Bad Robot и Grass Skirt Productions и емитована је на каналу ABC у Сједињеним Америчким Државама. Извршни продуценти су били ко-креатор Џеј-Џеј Абрамс, ко-креатор Дејмон Линделоф, Брајан Берк, Џек Бендер, Џеф Пинкнер и Карлтон Кјуз. Сценаристи су били Линделоф, Кјуз, Пинкнер, ко-извршни продуценти Едвард Китсис и Адам Хоровиц, Дру Годард, продуценткиња-супервизорка Елизабет Сарноф, уредница приче Кристина М. Ким и извршни уредник приче Брајан К. Вон. Редитељи епизода били су Бендер, продуцент Стивен Вилијамс, сниматељ Пол Едвардс и Ерик Ланевил. Линделоф и Кјуз били су шоуранери.

## Улоге
- Адевале Акинуе Агбаџе као Г. Еко, бивши нарко-бос који је постао свештеник.[4]
- Навин Ендруз као Сајид Џара, бивши припадник Ирачке републиканске гарде.[5]
- Хенри Ијан Кјузик као Дезмонд Хјум, три године насукан на острву.[6]
- Емили де Равин као Клер Литлтон, млада мајка.[7]
- Мајкл Емерсон као Бен Лајнус, манипулативни вођа Других.[8]
- Метју Фокс као др Џек Шепард, вођа групе.[9]
- Хорхе Гарсија као Хјуго „Херли” Рејес, милионер лоше среће.[10]
- Џош Холовеј као Џејмс „Сојер” Форд, ситни преварант.
- Данијел Де Ким као Џин-Су Квон, Санин супруг који не прича енглески.
- Јунџин Ким као Сан-Хва Квон, ћерка моћног корејског бизнисмена и мафијаша.[11]
- Еванџелин Лили као Кејт Остин, бегунац од закона.[12]
- Елизабет Мичел као Џулијан Берк, специјалисткиња за лечење неплодности, једна од Других која покушава да побегне са острва.[13]
- Доминик Монахан као Чарли Пејс, бивша рок звезда.
- Тери О’Квин као Џон Лок, отуђени преживели који је дубоко повезан са острвом.
- Кили Санчез као Ники Фернандез, раније неприказана преживела путница са лета 815.
- Родриго Санторо као Пауло, раније неприказани преживели путник са лета 815.

У улогама су се нашли и бројни споредни ликови, међу којима су били: Л. Скот Калдвел као Роуз Хендерсон, Мира Фурлан као Данијела Русо, Сем Андерсон као Бернард Надлер, Кимберли Џозеф као Синди, М. К. Гејни као Том Френдли, Танија Рејмонд као Алекс, Џон Тери као Кристијан Шепард, Франсоа Чау као службеник Дарма Иницијативе, Блејк Башоф као Карл, Мајкл Боуен као Дени Пикет, Нестор Карбонел као Ричард Алперт, Ендру Дивоф као Михаил Бакунин, Марша Томасон као Наоми Дорит и Соња Волгер као Пени Видмор. У гостујућим улогама се појављују Ијан Самерхолдер као Бун Карлајл, Меги Грејс као Шенон Радерфорд, Малколм Дејвид Кели као Волт Лојд и Вилијам Мејпотер као Итан Ром.

## Епизоде
Колона „Истакнути лик(ови)” се односи на лик(ове) чија је позадинска прича представљена у флешбековима у тој епизоди.
| Бр. еп. (укупно) | Бр. еп. (у сезони) | Наслов                  | Редитељ            | Сценариста                                                         | Истакнути лик(ови) | Премијера         | Гледаност у САД (милиони) |
| --- | ------------------ | ----------------------- | ------------------ | ------------------------------------------------------------------ | ------------------ | ----------------- | ------------------------- |
| 50 | 1                  | Прича о два града       | Џек Бендер         | Прича: Џеј-Џеј Абрамс и Дејмон Линделоф Теледрама: Дејмон Линделоф | Џек                | 4. октобар 2006.  | 18,82                     |
| Џек је затворен у Хидри, станици Дарма Иницијативе, где га испитује Џулијет, једна од Других. Кејт и Сојер су затворени у оближњим кавезима. Сојер покушава да побегне са тинејџером Карлом, који је такође један од Других, али обојица бивају ухваћени. „Хенри Гејл”, чије је право име Бен, открива се као вођа Других. У флешбековима, Џек опсесивно покушава да сазна са ким његова супруга Сара има аферу током процеса развода. Џек сумња да је реч о његовом оцу и напада га на састанку анонимних алкохоличара. Џек бива ухапшен, али га његова супруга извлачи уз кауцију. |                    |                         |                    |                                                                    |                    |                   |                           |
| 51 | 2                  | Стаклена балерина       | Пол Едвардс        | Џеф Пинкнер и Дру Годард                                           | Сан и Џин          | 11. октобар 2006. | 16,89                     |
| Бен нуди Џеку могућност да оде са острва ако буде сарађивао. Кејт и Сојер су пуштени из кавеза да би разбијали камење, а открива се да их Бен надзире путем видео камера. На једрилици, Сан, Џин и Сајид упадају у заседу Других. Сан пуца у Колин, једну од Других, али Други заузимају једрилицу. Сан, Џин и Сајид се затим враћају у камп преживелих. Флешбекови приказују како Санин отац сазнаје за њену аферу са Џеј Лијем. Он наређује Џину да убије Џеја, али Џин му уместо тога само прети, након чега Џеј извршава самоубиство. |                    |                         |                    |                                                                    |                    |                   |                           |
| 52 | 3                  | Даља упутства           | Стивен Вилијамс    | Карлтон Кјуз и Елизабет Сарноф                                     | Лок                | 18. октобар 2006. | 16,31                     |
| Лок, Дезмонд и г. Еко преживљавају експлозију Отвора. Лок има визију Буна и заједно са Чарлијем креће да спасе Ека од поларног медведа. Херли открива да Дезмонд може да види будућност. У флешбековима, Лок покупи аутостопера и одводи га у своју комуну. Аутостопер се открива као полицајац на тајном задатку, послат да разоткрије узгој марихуане у стакленику комуне. |                    |                         |                    |                                                                    |                    |                   |                           |
| 53 | 4                  | Свако за себе           | Стивен Вилијамс    | Едвард Китсис и Адам Хоровиц                                       | Сојер              | 25. октобар 2006. | 17,09                     |
| Колин умире, а њен муж Дени искаљује свој бес тако што брутално претуче Сојера. Сојер бива обманут да поверује како му је уграђен пејсмејкер и да ће му срце експлодирати ако му пулс пређе 140 откуцаја у минути. Бен открива Сојеру да је бекство узалудно јер се налазе на другом острву недалеко од главног острва где се налази камп преживелих. У флешбековима, Сојер преварама успева да се извуче из затвора и сазнаје да има ћерку. Иако тврди да му није стало до ње, анонимно јој оставља велику суму новца. |                    |                         |                    |                                                                    |                    |                   |                           |
| 54 | 5                  | Цена живота             | Џек Бендер         | Алисон Шапкер и Моника Овусу-Брин                                  | Г. Еко             | 1. новембар 2006. | 16,07                     |
| Еко прати визију свог брата у џунглу. Испоставља се да је то заправо димно чудовиште, које затим убија Ека. Џек сазнаје да је заробљен како би оперисао Бенов тумор на кичми. Џулијет са Џеком кује план против Бена, говорећи му да убије Бена током операције, али да учини да то изгледа као несрећан случај. У флешбековима, Еко постаје свештеник након што је Јеми убијен, а Еко убија неколико људи како би заштитио своје село. |                    |                         |                    |                                                                    |                    |                   |                           |
| 55 | 6                  | Пристајем               | Такер Гејтс        | Дејмон Линделоф и Карлтон Кјуз                                     | Кејт               | 8. новембар 2006. | 17,15                     |
| Кејт и Сојер ступају у интимну везу. Дени се спрема да убије Сојера, али Џек прекида Бенову операцију и прети да ће га убити ако Кејт и Сојеру не буде дозвољено да побегну. У флешбековима, Кејт покушава да води обичан живот и удаје се, али на крају бежи након што свом супругу призна истину о својој прошлости. |                    |                         |                    |                                                                    |                    |                   |                           |
| 56 | 7                  | Не у Портланду          | Стивен Вилијамс    | Карлтон Кјуз и Џеф Пинкнер                                         | Џулијет            | 7. фебруар 2007.  | 14,49                     |
| Тинејџерка Алекс, једна од Других, обезбеђује Кејт и Сојеру чамац како би се вратили на своје острво, али их прво убеђује да јој помогну да спаси свог дечка Карла из просторије где га присиљавају да гледа видео како би му испрали мозак. Џулијет убија Денија, који је у потери за Кејт и Сојером. Џек завршава Бенову операцију. Флешбекови откривају да је Џулијет, више од три године пре пада авиона, била докторка за лечење неплодности и успела је да учини своју сестру плодном. Џулијет након тога одлази на интервју са компанијом . |                    |                         |                    |                                                                    |                    |                   |                           |
| 57 | 8                  | Бљесак пред очима       | Џек Бендер         | Дејмон Линделоф и Дру Годард                                       | Дезмонд            | 14. фебруар 2007. | 12,84                     |
| Чарли и Херли покушавају да опију Дезмонда да би им објаснио како успева да види будућност. Продужени флешбек открива шта се десило са Дезмондом након експлозије Отвора. Дезмонд поново проживљава један дан свог живота са Пени пре него што је дошао на острво. Поново се налази на острву са способношћу да види исечке из будућности, највише Чарлијеву предстојећу смрт. |                    |                         |                    |                                                                    |                    |                   |                           |
| 58 | 9                  | Странац у страној земљи | Парис Баркли       | Елизабет Сарноф и Кристина М. Ким                                  | Џек                | 21. фебруар 2007. | 12,95                     |
| Џулијет се суди због убиства Денија. Уз Џекову и Бенову помоћ, она избегава смртну казну. Други и Џек крећу ка домовима Других, који се налазе на главном острву. Флешбекови показују како је Џек добио своје тетоваже током необичног одмора на Тајланду. |                    |                         |                    |                                                                    |                    |                   |                           |
| 59 | 10                 | Триша Танака је мртва   | Ерик Ланевил       | Едвард Китсис и Адам Хоровиц                                       | Херли              | 28. фебруар 2007. | 12,78                     |
| Кејт и Сојер враћају се на плажу. Сајид и Лок прате Кејт у џунглу док она трага за Русо. Херли налази старо, напуштено возило у џунгли и верујући да ће то подићи морал и дати људима наду, позива Џина, Чарлија и Сојера да му помогну да га поправи. Флешбекови приказују породични конфликт када се Херлијев отац врати кући након што је Херли добио на лутрији. |                    |                         |                    |                                                                    |                    |                   |                           |
| 60 | 11                 | Унеси 77                | Стивен Вилијамс    | Карлтон Кјуз и Дејмон Линделоф                                     | Сајид              | 7. март 2007.     | 12,45                     |
| Лок, Сајид и Кејт истражују Дармину станицу за комуникацију у џунгли и упознају човека који живи тамо, Михаила. Када напусте станицу, Лок је диже у ваздух. Сојер се такмичи у пинг-понгу против Херлија како би повратио своје ствари, али губи и осуђен је да недељу дана не ословљава остале по надимцима. У флешбековима, Сајид у Паризу среће једну од жена коју је мучио током рата. |                    |                         |                    |                                                                    |                    |                   |                           |
| 61 | 12                 | Авионом                 | Пол Едвардс        | Кристина М. Ким и Џордан Розенберг                                 | Claire             | 14. март 2007.    | 12,48                     |
| Клер покушава да веже поруку у помоћ за јато птица, које препознаје као део научног истраживања. Знатижељна и љута због Дезмондових и Чарлијевих поновљених покушаја да спрече њену замисао, она се суочава са Дезмондом, који открива своје визије Чарлијеве смрти. Са друге стране острва, Лок, Сајид, Кејт и Русо прилазе звучној баријери која штити насеље Других. Лок гура њиховог таоца, Михаила, кроз баријеру, која га на месту убија. Група успева да пронађе начин да се безбедно попне преко баријере. Последњи кадар показује Џека како игра амерички фудбал са Томом у насељу Других. У флешбековима, открива се да је Кристијан Шепард Клерин биолошки отац, што она није знала све док саобраћајна несрећа није њену мајку оставила у вегетативном стању.                                                            |                    |                         |                    |                                                                    |                    |                   |                           |
| 62 | 13                 | Човек из Талахасија     | Џек Бендер         | Дру Годард и Џеф Пинкнер                                           | Лок                | 21. март 2007.    | 12,22                     |
| Лок, Сајид и Кејт улазе у насеље Других и налазе Џека који је релативно срећан међу њима. Џек и Џулијет, чија је веза напредовала, склопили су договор са Беном да напусте острво на подморници Других, али Лок је уништава. Бен открива да држи Локовог оца у заробљеништву. У флешбековима, Локов отац га гура кроз прозор, што га доводи до парализе. |                    |                         |                    |                                                                    |                    |                   |                           |
| 63 | 14                 | Разоткривени            | Стивен Вилијамс    | Едвард Китсис и Адам Хоровиц                                       | Ники и Пауло       | 28. март 2007.    | 11,52                     |
| Чарли говори Сан да су он и Сојер били ти који су покушали да је киднапују у џунгли. Преживели истражују наводне смрти Ники и Паула. У флешбековима се открива да су се Ники и Пауло посвађали око дијаманата које су украли од богатог телевизијског продуцента. На острву, Ники пушта отровне паукове на Паула, али обоје бивају уједи и остају заглављени у осмочасовној парализи. Преживели не схватају да Ники и Пауло нису мртви, већ парализовани, и случајно их сахрањују живе. |                    |                         |                    |                                                                    |                    |                   |                           |
| 64 | 15                 | Остављена               | Карен Гавиола      | Дејмон Линделоф и Елизабет Сарноф                                  | Кејт               | 4. април 2007.    | 11,66                     |
| Други и Лок напуштају насеље, остављајући Џека, Кејт, Сајида и Џулијет. Открива се да звучне баријере Других спречавају да димно чудовиштепрође кроз њих. Херли на превару наводи Сојера да се помири са осталима. У флешбековима су приказани кораци које је Кејт предузела да би поново ступила у контакт са својом мајком, која није хтела да је види. |                    |                         |                    |                                                                    |                    |                   |                           |
| 65 | 16                 | Једна од нас            | Џек Бендер         | Карлтон Кјуз и Дру Годард                                          | Џулијет            | 11. април 2007.   | 12,09                     |
| Џек, Сајид, Кејт и Џулијет се враћају из насеља Других, а због Џекове упорности да прихвате Џулијет, остали преживели почињу да сумњају у његове мотиве. Тајанствена болест погађа Клер, активирана имплантом који су Други ставили у њу, а Џулијет је лечи. У флешбековима је приказано време које је Џулијет провела на острву, где је била држана против своје воље и није могла да спасава жене које се затруднеле на острву од смрти. Џулијет пристаје да буде Бенов шпијун у кампу преживелих. |                    |                         |                    |                                                                    |                    |                   |                           |
| 66 | 17                 | Квака 22                | Стивен Вилијамс    | Џеф Пинкнер и Брајан К. Вон                                        | Дезмонд            | 18. април 2007.   | 12,08                     |
| Вођен визијама, Дезмонд увлачи Чарлија, Херлија и Џина на путовање кроз џунглу где откривају Наоми, жену која је падобраном стигла на острво. Кејт се окреће Сојеру након што види Џека самог са Џулијет. У флешбековима је приказано како је Дезмонд једно време био монах, као и његов први сусрет са Пени. |                    |                         |                    |                                                                    |                    |                   |                           |
| 67 | 18                 | Датум зачећа            | Фредерик Е. О. Тој | Едвард Китсис и Адам Хоровиц                                       | Сан                | 25. април 2007.   | 11,86                     |
| Након што сазна да су труднице од Других умрле пре него што су се породиле на острву, Сан дозвољава Џулијет да је прегледа у Дарминој медицинској станици. Џулијет о овоме извештава Бена. Дезмонд среће живог Михаила у џунгли и дозвољава му да помогне у спашавању живота Наоми. Херли сазнаје од Наоми да је авион лета 815 „пронађен без преживелих”. У флешбековима, Џинова биолошка мајка, коју је Сан сматрала мртвом, изнуди новац од ње. |                    |                         |                    |                                                                    |                    |                   |                           |
| 68 | 19                 | Притвор                 | Ерик Ланевил       | Дејмон Линделоф и Карлтон Кјуз                                     | Лок                | 2. мај 2007.      | 12,33                     |
| У флешбековима, Лок живи са Другима, који држе његовог оца у заробљеништву. У садашњости, Лок убеђује Сојера да пође с њим до Црне стене, где наводно држи заробљеног Бена. Лок закључава Сојера са својим оцем, за кога се испоставља да је онај „Сојер” који је одговоран за смрт његових родитеља, након чега га Сојер убија. |                    |                         |                    |                                                                    |                    |                   |                           |
| 69 | 20                 | Човек иза завесе        | Боби Рот           | Елизабет Сарноф и Дру Годард                                       | Бен                | 9. мај 2007.      | 12,11                     |
| Лок се враћа Другима, а Бен га, невољно, одводи да упозна мистериозног вођу Других, Џејкоба. Лок није у стању да види Џејкоба, али га може чути. Због тога, касније, Бен пуца у Лока и оставља га да умре. Неповерљивост преживелих према Џеку достиже врхунац када је Џулијет откривена као шпијун; међутим, Џулијет открива да је заправо радила са Џеком против Других. У флешбековима, открива се када је Бен први пут дошао на острво као дечак као део Дарма Иницијативе. Бен се удружио са Другима (од којих један, Ричард Алперт, не стари у наредних тридесет година) и убио већину Дарминих запослених. |                    |                         |                    |                                                                    |                    |                   |                           |
| 70 | 21                 | Највећи хитови          | Стивен Вилијамс    | Едвард Китсис и Адам Хоровиц                                       | Чарли              | 16. мај 2007.     | 12,32                     |
| Џек сазнаје за план Других да нападу преживеле и одведу њихове труднице, те осмишљава план да убије Друге уз помоћ динамита. Дезмонд говори Чарлију о још једној визији у којој су Клер и Арон спасени као резултат Чарлијевог пливања до подводне Дармине станице која блокира све комуникације. Да би ово остварио, међутим, Чарли мора да умре. Чарли схвата своју судбину и одлучује да је прихвати. Он записује пет најважнијих тренутака свог живота и даје их Дезмонду да их преда Клер. |                    |                         |                    |                                                                    |                    |                   |                           |
| 71 | 22                 | Кроз огледала (1. део)  | Џек Бендер         | Карлтон Кјуз и Дејмон Линделоф                                     | Џек                | 23. мај 2007.     | 13,86                     |
| Чарлија у подводној станици заробљавају две жене, Грета и Бони, припаднице Других који управљају станицом по Беновим наредбама. У међувремену, Џек води преживеле са плаже до радио станице која се налази неколико миља унутар острва, у покушају да пошаље сигнал Наомином броду који се налази негде уз обалу. Лок се опоравља од ране коју је задобио након што га је Бен упуцао и оставио да умре, а затим има визију Волта који му даје информације о људима који долазе по њих. На плажи, Сајид, Бернард и Џин чекају долазак тима Других са скривеним експлозивом. Сојер и Џулијет одлучују да се врате у камп на плажи како би помогли Сајиду, Бернарду и Џину након што су заробљени, а Херли их прати да помогне. У сценама смештеним у будућности, Џек се враћа у Лос Анђелес, где живи бесмислен живот као алкохоличар. |                    |                         |                    |                                                                    |                    |                   |                           |
| 72 | 23                 | Кроз огледала (2. део)  | Џек Бендер         | Карлтон Кјуз и Дејмон Линделоф                                     | Џек                | 23. мај 2007.     | 13,86                     |
| Наоми успева да успостави контакт са својом бродом, али је Лок убија, који заједно са Беном верује да преживели праве грешку. Након што је успешно искључен ометач сигнала у подводној Дарминој станици, Чарли успева да успостави контакт са Пени Видмор и открива да Наомин брод нема никакве везе са Пени, али Чарли се дави у комуникационој соби када Михаил активира ручну гранату испред прозора станице. Пре него што се удави, Чарли упозорава Дезмонда тако што на својој руци пише „Није Пенин брод”. Сојер, Џулијет и Херли спасавају Сајида, Бернарда и Џина на плажи. У сценама будућности, Џек се налази са Кејт и говори јој да није требало да напусте острво и да морају да се врате. |                    |                         |                    |                                                                    |                    |                   |                           |